# Вокален диапазон
Вокалният диапазон, или още гласов обхват, е съвкупността от тонове, които могат да бъдат възпроизведени от човешки глас. Най-често срещаното приложение на термина „вокален диапазон“ е в музиката, където е една от най-важните характеристики за класифицирането на изпълнител като тип глас.

## Пеене и определение за вокален диапазон
Докато по-общото определение за вокален диапазон е просто броят изпълними тонове от най-ниския до най-високия, невинаги се има предвид това: така например, вокалните педагози биха определили вокалния диапазон като броя „музикално полезни“ тонове, които могат да бъдат възпроизведени.
Фактор, който се взима предвид при определянето на диапазона, е продукцията на звука. Човешкият глас има възможността да произвежда звуци чрез различни физически процеси, протичащи с намесата на ларинкса. Съществуват четири вида гласови регистри:
- „вокал фрай“ (vocal fry) регистър
- модален регистър
- фалцетен регистър
- флажолетен (англ. whistle) регистър

## Вокални диапазони според гласов тип
Внимание: вокалният диапазон на всеки гласов тип е изобразен условно – някои певци/певици могат да изпяват тонове, които не са маркирани на изображенията; с жълт цвят е оцветен клавишът „до“ от първа октава или т. нар. средно „до“; текстът по-долу съдържа информация относно музикални тонове, означавани според научната (западна) система за означение на тонове по следния начин:
C – до, D – ре, E – ми, F – фа, G – сол, A – ла, B – си

### Мъжки гласове

#### Бас
Басът е най-ниският мъжки и човешки глас. Басовият глас разполага с диапазон от E2 до E4. Съществуват и певци, класифицирани като „бас профундо“ или „октависти“, които могат да взимат много по-ниски тонове. Така например, в „Не отвержи мене во время старости“ водещият октавист изпява G1. Примери за певци с басов глас: Борис Христов, Фьодор Шаляпин, Никола Гюзелев, Николай Гяуров, Бари Уайт.

#### Баритон
Баритонът е среден по височина мъжки глас, чийто диапазон лежи между този на баса и на тенора – от G2 до G4. Това е и най-срещаният мъжки глас. Примери за певци с баритонов глас: Георги Милчев-Годжи, Елвис Пресли, Ринго Стар, Слави Трифонов, Константин, Том Джоунс.

#### Тенор
Тенорът е най-високият мъжки глас, като неговият диапазон се разполага от C3 до C5. Разновидност на тенора е контратенор. Диапазонът на един контратенор е почти идентичен на контраалтовия диапазон. Разбира се, съществуват изключително високи гласове – Адам Лопес държи рекорда за възпроизведен най-висок тон, а именно C#8, който е извън обсега на класическото 88-клавишно пиано. Примери за певци с теноров глас: Бруно Марс, Брус Дикинсън, Тоше Проески, Орлин Горанов, Майкъл Джаксън и Шон Мендес.

### Женски гласове

#### Алт
Алтът е най-ниският женски глас, чийто диапазон покрива тоновете от F3 до F5. Примери за певици с алтов глас: Цеца Величкович-Ражнатович, Тони Бракстън, Ейми Уаинхаус, Тина Търнър, Шер, Шакира, Адел и също българската певица Ваня Костова

#### Мецосопран
Мецосопранът е среден по височина женски глас, обхващащ тоновете от А3 до А5. Това по-скоро не е отделен певчески глас, а обработен алт или сопран със съответните ниски или високи регистри. Мецосопрани са: Арита Франклин, Мадона, Кристина Агилера, Лейди Гага.

#### Сопран
Сопранът е най-високият женски и човешки глас. Сопрановият глас разполага с диапазон от C4 до C6. Примери за певици със сопранов глас: Уитни Хюстън, Мария Калас, Гена Димитрова, Райна Кабаиванска, Соня Йончева, Бьорк, Селин Дион, Ариана Гранде, Марая Кери, Поли Генова, Софи Маринова.